# Tx
El dígraf tx en català s'usa per representar el so de la consonant palatal africada. A final de paraula, els grups -tx i -ig representen el mateix so: es tracta d'un so sord compost o africat, com en els mots despatx i maig. Les separacions a final de ratlla han de respectar les síl·labes. Per això el grup tx se separa: es-mot-xar, xit-xa-rel-lo.
La tx- a començament de paraula en mots d'origen (exemple: chip, txip, xip) estranger és font de controvèrsia.
També s'utilitza amb el mateix valor en basc i alguns idiomes indígenes d'Amèrica del Sud. En nambikwara representa una glotal /tʔ/.